# Гольдштейн Михайло Еммануїлович

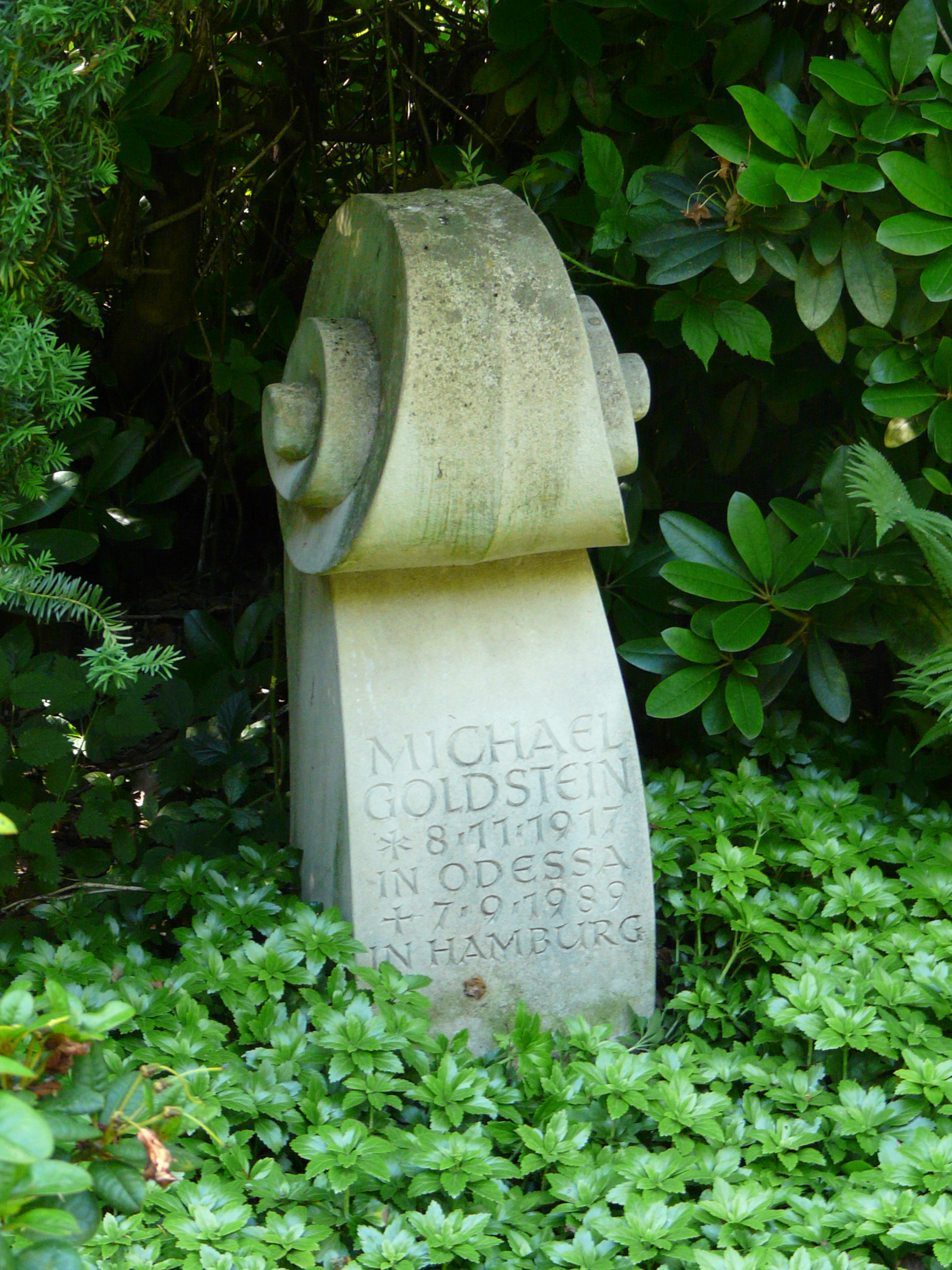
Могила М. Гольдштейна на Ольсдорфському кладовищі в Гамбурзі

Миха́йло Еммануї́лович Гольдште́йн  (псевдонім Михайло Михайловський; 8 листопада 1917, Одеса — 7 вересня 1989, Гамбург) — український, пізніше німецький композитор і скрипаль-віртуоз, диригент, музичний педагог, музикознавець; майстер музичних стилізацій. Брат відомого скрипаля Бориса Гольдштейна.

## Біографія
Народився в сім'ї вчителя математики. Перші уроки гри на скрипці отримав у чотирирічному віці. В п'ять років — перший концертний виступ на сцені, у вісім років він дебютував як соліст у супроводі симфонічного оркестру.
Він навчається музиці в школі Петра Столярського, згодом в Одеській та Московській консерваторіях — у професорів A. I. Ямпольського, Миколи Мясковського (композиції) та К. С. Сараджева (диригентському мистецтву).
З 1936 року працював викладачем у школі Столярського в Одесі. З 1948 року викладав у різних музичних вишах Москви.
Після травми лівої руки схиляється до педагогічної діяльності та композиторської творчості.
М.Гольдштейн є автором численних симфонічних та інструментальних творів, також видавав себе за автора такого уславленого музикального твору як «21-а симфонія композитора М. Д. Овсянико-Куликовського» (Українська симфонія g-moll в старому стилі М.Куликовського), а також автора музичної містифікації «Експромт Балакірєва» та інших.
У 1957 році проти нього було розпочато карну справу з боку слідчих органів МВС СРСР з приводу авторства вищезгаданих музичних творів, зокрема Гольдштейн давав пояснення щодо появи у нього рукопису згаданої симфонії, на якому стояв інвентарний номер Одеської опери.
В 1963 р. Михайло Гольдштейн виграв під псевдонімами три нагороди на Всесоюзному конкурсі молодих композиторів за свої твори для скрипки та віолончелі. Він подав усі твори під різними псевдонімами («Советская Культура» 1/12/1963). Після розкриття свого авторства він одержав серйозні неприємності з боку Радянської влади. В 1964 р. був вимушений емігрувати із СРСР.
- В 1964—1967 рр. він був професором консерваторії у Східному Берліні;
- 1967 переїхав до Відня і згодом до Ізраїлю, де викладав в «Rubin-Academy of Music» в Єрусалимі;
- 1968—1969 був гість-доцентом в школі Йєгуді Менухіна[en] в Лондоні;
- З 1969 по 1988 рік — був професором консерваторії Гамбурга.

Гольдштейн часто друкував статті на українську музичну тематику в українських діаспорних газетах (особливо у Мюнхенській газеті ОУН(б) «Шлях Перемоги») під псевдонімом Михайло Михайловський.
Життєвим і професійним гаслом Гольдштейна було: «Музика допомагає перетинати державні кордони».
За свою музично-педагогічну діяльність та суспільну активність в справі підтримки іммігрантів та інвалідів його в 1984 р. було відзначено Орденом ФРН «Хрест за заслуги».
Першим шлюбом Михайло Гольдштейн був одружений з Мар'яною Рабін. Його дочка Лідія Маркович (Гольдштейн) — концертмейстер, скрипаль, та музичний педагог.
Онук — Олександр Маркович (Alexander Markovich) — піаніст.
Поховано М.Гольдштейна 1989 року в Гамбурзі на Ольсдорфському кладовищі.

## Симфонія Овсянико-Куликовського
Найвідомішою музичною містифікацією Гольдштейна була «Симфонія № 21
Миколи Овсянико-Куликовського». За спогадами Гольдштейна, на написання цього твору його наштовхнули бесіди з Ісааком Дунаєвським і театрознавцем Всеволодом Чаговцем. Написавши стилізацію під музику рубежу XVIII–XIX століть, Гольдштейн приписав її поміщику Овсянико-Куликовському, дідові філолога Дмитра Овсянико-Куликовського, який тримав в Одесі кріпацький оркестр і 1810 року подарував його оперному театру.
Твір Овсянико-Куликовського, як стверджує Гольдштейн, стався в нагоді на рубежі 1940-1950-х років, коли радянська культурна політика була спрямована на утвердження власних оригінальних джерел. Симфонія виконувалася провідними радянськими музичними колективами — зокрема, її записав Симфонічний оркестр Ленінградської філармонії під керівництвом Євгена Мравінського. За наполегливими вимогами музикознавця Валеріана Довженка, що опублікував про Овсянико-Куликівському статтю і мав намір написати книгу, Гольдштейн навіть вигадав більш детальну біографію — зокрема, роки життя (1768—1846). Стаття про Овсянико-Куликовського була включена в друге видання Великої радянської енциклопедії.
1959 року містифікація була публічно викрита у фейлетоні Яна Поліщука в «Літературній газеті».